# Piantagione (colonialismo)

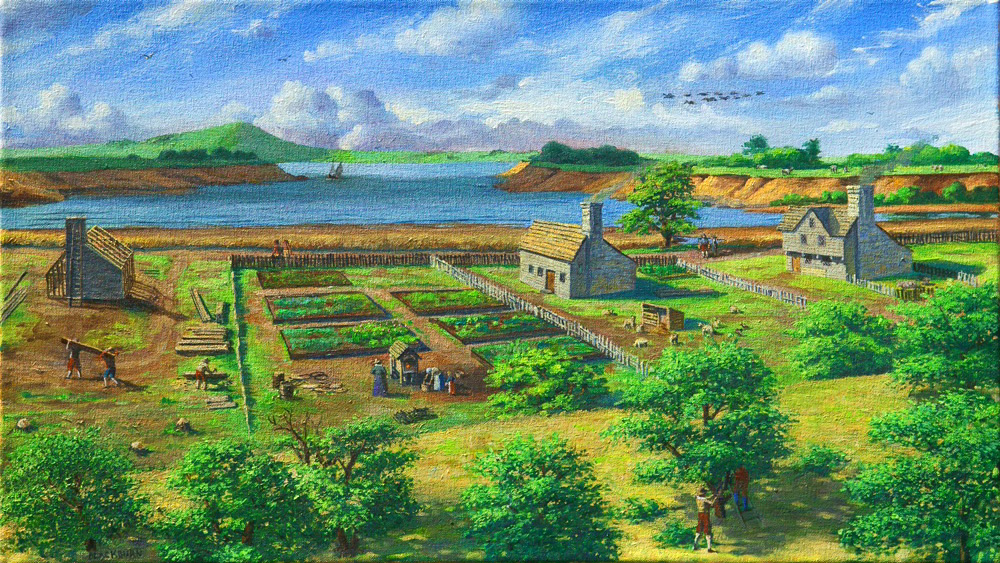
Un'illustrazione delle Piantagioni di Providence come apparivano attorno al 1650.

Nella storia del colonialismo, una piantagione era una forma di colonizzazione in cui i coloni stabilivano insediamenti permanenti o semi-permanenti in una nuova regione. Il termine apparve per la prima volta nel linguaggio inglese negli anni '80 del Cinquecento per descrivere il processo di colonizzazione, prima di essere usato anche per riferirsi a una colonia entro il 1610. Entro il 1710, la parola veniva usata anche per descrivere grandi fattorie agricole dove venivano prodotte colture di reddito, tipicamente nelle regioni tropicali.
Le prime piantagioni furono stabilite durante la conquista gallese da parte di Edoardo I e le piantagioni d'Irlanda da parte della corona inglese. In Galles, Edoardo I d'Inghilterra iniziò una politica di costruzione di una catena di fortificazioni e castelli nel Galles del Nord per controllare la popolazione nativa gallese; ai gallesi era permesso entrare nelle fortificazioni e nei castelli solo disarmati durante il giorno ed era loro vietato commerciare. In Irlanda, durante le epoche Tudor e Stuart, la corona inglese avviò una colonizzazione su larga scala dell'Irlanda, in particolare la provincia dell'Ulster, con coloni protestanti dalla Gran Bretagna. Queste piantagioni portarono a un'alterazione permanente della demografia dell'Irlanda, creando una nuova classe dirigente protestante che avrebbe dominato la società irlandese per i secoli successivi.
Nel Nord America, durante il periodo di colonizzazione europea all'inizio dell'età moderna, diverse piantagioni furono stabilite da coloni inglesi, tra cui Virginia, Rhode Island e altrove nelle Tredici colonie. Anche altre potenze coloniali europee usarono il metodo di colonizzazione delle piantagioni, sebbene non nella misura dei coloni inglesi.